# Strange Case of Dr Jekyll and Mr Hyde
Strange Case of Dr Jekyll and Mr Hyde is een gothic novel van de Schotse schrijver Robert Louis Stevenson. Het boek werd gepubliceerd in 1886. De eerste Nederlandse vertaling, uitgebracht als Dr. Jekyll en Mr. Hyde, verscheen in 1951.
Stevenson schreef binnen drie dagen een eerste versie, naar verluidt als gevolg van een nachtmerrie, maar deze versie werd op advies van zijn vrouw vernietigd. De tweede en verbeterde versie ontstond eveneens in drie dagen. Het boek werd direct een succes, en is een van Stevensons populairste werken. Het boek is vooral bekend omdat het ingaat op het principe van een gespleten persoonlijkheid.

## Verhaal
Dr. Henry Jekyll is een gewaardeerd arts in Victoriaans Londen, die zich verdiept in het probleem van goed en kwaad en bedenkt dat beide in de aard van elk mens voorkomen. Hij vraagt zich af of deze twee naturen in de mens gescheiden kunnen worden. Zijn experimenten leveren een middel op dat ertoe leidt dat de kwade krachten in zijn natuur de overhand krijgen. Met een tegengif kan hij terugkeren tot zijn goede zelf.
Het kwade schepsel dat tevoorschijn komt geeft hij de naam Mr. Edward Hyde, maar het blijkt dat hij deze steeds minder onder controle kan houden. Als Mr. Hyde begaat hij misdaden die Dr. Jekyll normaal nooit zou plegen, en uiteindelijk komt het tot een afschuwelijke moord. Het tegengif wordt ook steeds minder effectief. Uiteindelijk, als de ontdekking van de misdaad naderbij komt en de ingrediënten van het tegengif niet meer voorhanden blijken, pleegt hij zelfmoord.
De lezer volgt het verhaal door de ogen van het personage Mr. Utterson, die zowel Dr. Jekyll als Mr. Hyde te zien krijgt, maar net als de lezer lange tijd niet op de hoogte is van het feit dat de beide heren een en dezelfde zijn.
Gabriel John Utterson en zijn neef Richard Enfield bereiken de deur van een groot huis tijdens hun wekelijkse wandeling. Enfield vertelt Utterson dat hij maanden geleden een sinister uitziende man genaamd Edward Hyde een jong meisje zag mishandelen.

## Achtergrond
Het boek behandelt een thema dat vrij bekend is in westerse literatuur; het concept van het goede en het kwade dat in iedereen zit. Stevenson was reeds lange tijd geïnteresseerd in dit concept.
Strange Case of Dr Jekyll and Mr Hyde werd aanvankelijk verkocht als een paperback in het Verenigd Koninkrijk en de Verenigde Staten. De eerste oplage telde 3000 exemplaren. Tegen 1901 waren er meer dan 250.000 exemplaren van het boek verkocht.

## Afgeleide werken

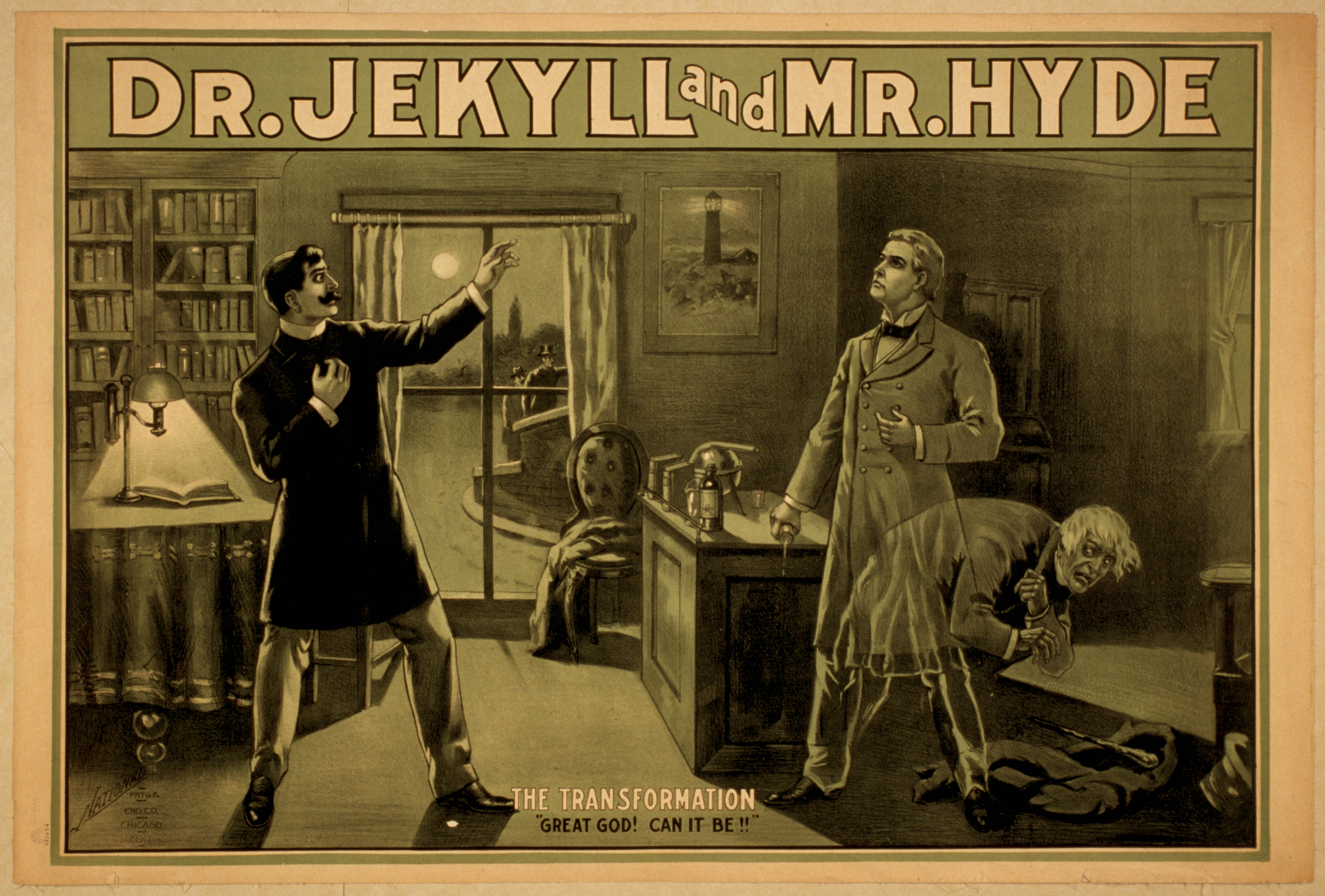
Affiche van het toneelstuk uit de late jaren 90 van de 19e eeuw

Het boek is vele malen verwerkt tot een film of toneelstuk. Zo zijn er alleen al 123 films. Ook bevatten veel hedendaagse media verwijzingen naar het verhaal. Een overzicht van de bekendste afgeleide werken:
- Den Skaebnesvangre Opfindelse (1910), een Deense film. De Engelse titel is Dr. Jekyll and Mr. Hyde
- Dr. Jekyll and Mr. Hyde (1912) met James Cruze en Florence Labadie
- Dr. Jekyll and Mr. Hyde (1920), een van de beroemdste stomme-filmversies van het verhaal
- Dr. Jekyll and Mr. Hyde (1931) met Fredric March
- Dr. Jekyll and Mr. Hyde (1941) met Spencer Tracy
- The Two Faces of Dr. Jekyll (1960), een Britse film
- The Strange Case of Dr. Jekyll and Mr. Hyde (1968), een Amerikaanse-Canadese film
- Dr. Jekyll and Sister Hyde (1971), een Britse film
- Jeckyl & Hyde, een nummer van Iced Earth op het album Horror Show (2001)
- The Strange Case of Dr. Jekyll and Mr. Hyde (2006) met Tony Todd
- Mz. Hyde, een nummer van Halestorm op het album The Strange Case of... (2012)
- Hyde Jekyll, Me (2015), een Zuid-Koreaanse televisieserie
- Me, Myself & Hyde, een nummer van Ice Nine Kills op het album Every Trick in the Book (2015)
- Jekyll and Hyde, een nummer van Five Finger Death Punch op het album Got Your Six (2015)

Jekyll en Hyde zijn ook te zien in de film Van Helsing en de strip The League of Extraordinary Gentlemen. In beide gevallen is Hyde geen lelijke kleine man, maar een beestachtige kolos. In The League of Extraordinary Gentlemen wordt verklaard dat Hyde oorspronkelijk wel klein was, maar op den duur steeds groter werd doordat zijn boosaardigheid geen remmen meer had. Ook heeft Jekyll in de strip geen drankje meer nodig om in Hyde te veranderen: net als bij de Hulk is stress al genoeg.
Frank Wildhorn en Leslie Bricusse bewerkten het boek tot een musical. De musical is eveneens verfilmd met David Hasselhoff in de titelrol.
De BBC zond in 2007 een moderne versie van het verhaal uit in zes delen, waarin ene Dr. Jackman (James Nesbitt) een afstammeling van Dr. Jekyll blijkt te zijn.
De film The Nutty Professor uit 1963 is een parodie op het boek.